# Harun Bozoğlu
Harun Bozoğlu (ur. 15 lipca 1988) – turecki zapaśnik walczący w stylu klasycznym. Brązowy medalista uniwersyteckich MŚ w 2010. Trzeci w Pucharze Świata w 2007. Trzeci na MŚ juniorów w 2008 i wicemistrz Europy juniorów w 2006 roku.